# TATE & MARKIE
TATE & MARKIE(タテ・アンド・マーキー)は宮城県仙台市出身のヒップホップユニットである。
2002年結成。2004年フォーライフミュージックエンタテイメントよりメジャーデビュー。2007年活動休止後、それぞれソロ活動を開始。

## メンバー
- TATE

青森県八戸市出身。
地元八戸市でDJとして音楽活動を始める。
高校卒業後、単身仙台へ。その頃から、ラップという表現方法に興味を持ち始める。
そして、この頃の体験から「喜びの唄」の歌詞が生まれる事となる。
COSMIC KAZとKUTTSとの出会いから、1996年にヒップホップ・グループ「夜光虫」を結成。
同年、DMC北日本RAP部門で優勝。それをきっかけに本格的に「夜光虫」としての音楽活動を始動する。
2001年にポリドールよりシングルをリリース。2002年に待望のファースト・アルバム「SUGAR CHILL GANG」をリリース。このアルバムの収録曲の「大きな子供」のレコーディングで初めてMARKIEと共同作業を行う。
アルバムをリリース後、自身のソロプロジェクトを始動。
2005年2月9日リリース「RAP SOUND BURGER」【東北のHIP HOPアーティストが大集結したコンピアルバム】に、表題曲「SOUND BURGER」(ベガルタ仙台公式応援歌)を含む3曲で参加。
2009年には地元仙台にインディーズレーベル「EDGE MUSIC RECORDS」を設立。(レーベルには、TATE,LAWBLOW,GAMISM,Grillsなどが在籍。)
- MARKIE

山形県新庄市出身。
最初に触れた音楽はPeabo Bryson&Regina Belleの“A Whole New World”(ディズニー映画「アラジン」のテーマ曲)。小学生の時、この曲が好きで自分で耳コピして歌っていた。
中学生の時から仙台在住。高校時代からオリジナル曲のデモを自分で制作し、クラブ等でソロシンガーとしてライヴをしながら、いろいろなオーディションやコンテストで優秀な成績を修める。
そして、そのデモ曲がきっかけでTATEと知り合う事になる。
高校を卒業後、TATEの誘いで、夜光虫の「大きな子供」という曲のレコーディングにトラック制作とコーラスで参加する。そして、TATEのソロ作品として制作された「喜びの唄」にフィーチャリングで参加。
その後、正式にTATE & MARKIEを結成する。
タテマキでの活動以外にも制作活動を精力的に行い、2005年8月7日にリリースされたhiroのシングル「clover」のカップリングにはMARKIEの書き下ろし曲「Be Alright」が収録されている。(同曲には作詞、作曲、編曲の他コーラスでも参加。)

## 概要
TATEが1996年にヒップホップ・グループ「夜光虫」を結成。同年、DMC北日本RAP部門で優勝。それをきっかけに本格的に「夜光虫」としての音楽活動を始動する。2002年に待望のファースト・アルバム「SUGAR CHILL GANG」をリリース。このアルバムの収録曲の「大きな子供」のレコーディングで初めてMARKIEと共同作業を行う。
アルバムをリリース後、自身のソロプロジェクトを始動し(事実上ここで夜光虫は活動休止。だが現在でも全国のクラブシーンで絶大な人気を誇る伝説的なグループである。)、それがきっかけでTATE & MARKIEを結成する。
2002年
インディーズでマキシ・シングルを2枚リリース。
地元仙台を中心に東北地区のクラブ・イベントに精力的に参加し、ライヴ活動を重ねる。
2004年
3月10日フォーライフミュージックエンタテイメントより「喜びの唄」でメジャー・デビュー。同シングルはTBS系「日立 世界・ふしぎ発見!」のエンディングテーマにもなる。
3月27日にはZEPP SENDAIにて「TATE & MARKIE's Prom Party〜The 感謝祭〜」を開催し、1,000人を動員する。
7月7日にセカンド・シングル「Stand by me」をリリース。 仙台のDate fm他各FM局でパワープレイになる。
9月8日に念願のファースト・フル・アルバム「Green Sounds」をリリースする。 同アルバムを引っ下げてタテマキ初の東北クラブツアーを敢行。 11月〜12月に行った東北6県と東京をまたぐ全10公演は大成功に終わる。
2005年
4月〜ZIP-FMとDate fmでレギュラー番組スタート。(ZIP-FMは翌年3月で終了)
4月6日 3rd Maxi Sg「Chase/お昼Rock」リリース。
12月7日　Mini AL「モウカノホシ」リリース。
2006年
2月「モウカノホシ」収録の「promise」が、映画「東京大学物語」(江川達也 初監督作品)の主題歌として使われ、劇場公開スタート。
7月5日 4th Sg「Voices」リリース。

## 夜光虫時代(TATE)
COSMIC KAZとKUTTSとの出会いから、1996年にヒップホップ・グループ「夜光虫」を結成。リードラッパーとして活動。
同年、DMC北日本RAP部門で優勝。それをきっかけに本格的に「夜光虫」としての音楽活動を始動する。
2001年にポリドールよりシングルをリリース。リリース後も地元仙台を中心にクラブ、ライブハウスでのライブを重ね夜光虫がGUESTとして参加するEVENTには開場前から長蛇の列ができていた。
2002年に待望のファースト・アルバム「SUGAR CHILL GANG」をリリース。このアルバムは全国のラッパー、クラブシーンから支持され夜光虫は伝説的なグループとなる。
このアルバムの収録曲の「大きな子供」のレコーディングで初めてMARKIEと共同作業を行う。

## ディスコグラフィー

### シングル
- 喜びの唄 (2002年7月20日)「TATE feat. MARKIE」名義
- 風と共に叫ぶ (2002年11月25日)
- 喜びの唄 (2004年3月10日)
- Stand by me (2004年7月7日)
- Chase／お昼Rock (2005年4月6日)
- Voices (2006年7月5日)
- 冬日和 (2007年1月17日)

### アルバム
- Green Sounds (2004年9月8日)
- モウカノホシ (2005年12月7日)ミニアルバム
- タテマキ (2007年4月4日)

### その他
TATEソロ活動
- コンピレーションアルバム「Jingle All the Way!」(2007年11月28日)収録曲「Twinkle bell」
- EP「Soliste」（2008年04月09日）全8曲
- シングル「Repaint」(東北先行発売 2009年6月24日)(全国発売2009年8月26日)収録曲「Repaint」「Founder」「again with LAWBLOW」「northy northy」
- 客演Takacha a.k.a.STUDIO 8の2nd Full Album「CHANGE」(2009年10月14日)収録曲「Private Beach feat.ナイス橋本,TATE」
- 「梨の花は春の雪」…劇中曲担当(AMD Award '08　リージョナル賞受賞作品)
- 「掌（てのひら）」…日本赤十字社公式応援ソング
- 「始まりの歌」…公益財団法人　日本対がん協会主催「リレー・フォー・ライフみやぎ」テーマソング
- 番組制作、パーソナリティー（DateFM,TBCラジオ）

MARKIE楽曲提供(主な作品)
- 伊藤由奈 シングル「trust you」(2009年3月4日)作詞・作曲
- 倖田來未 アルバム「UNIVERSE」(2010年2月3日)収録曲「Stay」作曲・編曲
- 倖田來未 シングル「好きで、好きで、好きで／あなただけが」(2010年9月22日)収録曲「あなただけが」共作曲
- 平原綾香 アルバム「What I am」(2013年12月4日)収録曲「What I am -未来の私へ-」作曲
- ミュージカル『刀剣乱舞』〜阿津賀志山異聞〜 刀剣男士team三条with加州清光 シングル「キミの詩」(2016年7月16日)共作詞・作曲・編曲
- 欅坂46 アルバム「真っ白なものは汚したくなる」(2017年7月19日)収録曲「夏の花は向日葵だけじゃない」作曲

## タイアップ
- 「喜びの唄」…TBS系「世界・ふしぎ発見!」エンディングテーマ
- 「ドライフラワー」…北洋銀行ICキャッシュカード「clover」CM曲
- 「We Love 89ERS」…仙台89ERSサポートソング
- 「promise」…映画「東京大学物語」主題歌
- 「respect song」…映画「梨の花は春の雪」主題歌